# Bataille de Valence (1808)
Pour les articles homonymes, voir Bataille de Valence.
Guerre d'indépendance espagnole
Batailles
- Dos de Mayo
- Tolède
- Bruc
- Valdepeñas
- Pont d'Alcolea
- Port de Cadix
- Olhão
- Cabezón
- Gérone (1er)
- Saragosse (1er)
- Valence (1er)
- Medina de Rioseco
- Bailén
- Gérone (2e)
- Évora
- Roliça
- Vimeiro

La bataille de Valence est une attaque de la ville de Valence menée le 26 juin 1808 au début de la guerre d'indépendance espagnole. Les troupes impériales françaises du maréchal Moncey échouent à prendre la ville d'assaut et se retirent à Madrid, laissant une grande partie de l'est de l'Espagne invaincue et au-delà de la portée de Napoléon.

## Rébellion
À l'été 1808, une grande partie de l'Espagne est révoltée contre l'envahisseur français, mais Napoléon croit n'être confronté qu'à une série d'insurrections mineures. En conséquence, il ordonne à un certain nombre de petites colonnes en provenance de Madrid de soumettre les rebelles.
Le maréchal Moncey se voit confier le commandement d'une colonne de 9 000 hommes pour rétablir l'ordre à Valence. Face aux deux itinéraires possibles (la route la plus longue passant par Almanza et la plus rapide coupant à travers les montagnes), Moncey, partageant la conviction de Napoléon selon laquelle l'insurrection est seulement locale, choisit de prendre la route des montagnes.
Les Français sont toutefois confrontés, dans le cadre de leur occupation de l'Espagne, à une révolte beaucoup plus importante que prévue. La junte de Valence dispose de 7 000 hommes de troupes régulières et d'un plus grand nombre de miliciens et de volontaires pour combattre les Français. Heureusement pour Moncey, le commandant espagnol de ce contingent, le comte de Cervellon, ne tente pas de s'opposer à l'avance française et laisse la montagne presque sans défense. Balayant des détachements espagnols à la rivière Cabriel (21 juin) et au défilé de Cabrillas (24 juin), Moncey arrive le 24 juin aux portes de Valence.

## L'arrivée à Valence
Dans un premier temps, trois bataillons de troupes régulières et 7 000 miliciens de Valence, sous le commandement de Don José Caro, sont déployés à San Onofre, à 6 kilomètres en dehors de la ville. Après un affrontement qui s'étale pendant une bonne partie de la journée du 27 juin, Moncey oblige ces troupes à se replier dans Valence.
Dépourvue de fortifications modernes, la ville est entourée d'un fossé humide et d'une enceinte médiévale. Les plaines environnantes ont été inondées par les Espagnols, de sorte que Moncey doit concentrer ses efforts sur un petit nombre de portes au sud de la ville. Les défenseurs, au nombre de 20 000 hommes armés dont environ 1 500 réguliers et 6 500 miliciens avec au moins un peu d'entraînement, disposent de la supériorité numérique par rapport aux Français. De plus, les portes sont protégées par un certain nombre de pièces d'artillerie et par des barricades érigées dans les jours précédents.
Le 28 juin 1808, ne s'attendant pas à une résistance espagnole sérieuse, Moncey lance deux brigades à l'assaut de la ville, l'une contre la porte de San José et l'autre contre la porte de Quarte. Les deux attaques échouent, bien que les Français soient parvenus à hauteur des barricades. Moncey tente ensuite de pilonner les défenses espagnoles avec son artillerie de campagne, mais ses pièces sont rapidement réduites au silence par les canons espagnols de la place.
Un second assaut des troupes de Moncey, cette fois contre les trois portes (San José, Quarte et Santa Lucia), échoue comme le précédent, avec des pertes encore plus sévères que lors de la première tentative. Face à une telle résistance, la faiblesse des effectifs français, aggravée par l'absence de canons de siège, rend illusoire la poursuite des opérations contre Valence.

## L'échec de Moncey
Après l'échec de cette deuxième attaque, Moncey prend conscience du caractère désespéré de sa situation et du fait que l'armée espagnole qu'il a contournée en traversant les montagnes est en approche. Il décide en conséquence d'abandonner l'expédition de Valence et de revenir en direction de Madrid. Ses troupes empruntent cette fois la route d'Almanza, prêtes à soutenir une bataille rangée que les Français sont convaincus de pouvoir remporter. Les forces espagnoles, croyant que leurs adversaires emprunteraient le même itinéraire qu'à l'aller, ont toutefois pris position dans les montagnes et aucun affrontement entre les deux partis n'a donc lieu.